# Citrate de plomb
Le citrate de plomb est un composé organique fréquemment utilisé en microscopie électronique pour ses propriétés contrastantes. Il est souvent associé à l'acétate d'uranyle dans la préparation des échantillons de microscopie électronique en transmission. Le citrate de plomb a été classé comme cancérogène chez l'animal par le Règlement sur la santé et la sécurité du travail (RSST), cependant ses effets sur l'Homme n'ont pas été démontrés.